# Ruth Winch
Ruth Isabel Winch (* 25. August 1870 in Ryde, Isle of Wight als Ruth Pennington-Legh; † 9. Januar 1952 in Beaumaris, Anglesey) war eine englische Tennisspielerin.

## Leben
Winch kam 1870 in Ryde auf der Isle of Wight zur Welt. Im Februar 1899 heiratete sie den Brauerei-Manager Edward Winch und nahm dessen Namen an. Bereits 1891 nahm Winch erstmals, zunächst mit ihrem Geburtsnamen, an den Wimbledon Championships teil; 1898 konnte sie das Halbfinale erreichen, musste allerdings dort kampflos das Match abgeben. 1904 sowie 1919 konnte sie das Viertelfinale erreichen, bei letzterem sogar kurz vor ihrem 49. Geburtstag. 1920 nahm sie letztmals teil. 1922 zog sie die Teilnahme an alle drei Wettbewerben zurück.
1908 nahm Winch an den Olympischen Spielen 1908 in London teil. Sie errang die Bronzemedaille im Rasen-Einzel, obwohl sie zunächst erst kampflos ins Halbfinale eingezogen war und dort 1:6, 1:6 gegen die spätere Olympiasiegerin Dorothea Douglass verlor. Bronze wurde ihr kampflos in Ermangelung eines Gegners im Spiel um Platz 3 zuerkannt. Ihre Karriere überspannte 31 Jahre und vier Jahrzehnte.
Sie starb 1952 im Alter von 81 Jahren auf der walisischen Insel Anglesey.